# Jogos Desportivos Centro-Americanos de 2022
Os Jogos Desportivos Centro-Americanos de 2022, a décima-segunda edição dos Jogos Desportivos Centro-Americanos, seriam sediados em Santa Tecla, El Salvador. Teria sido a segunda vez em que os jogos seriam realizados fora da capital de um país.
A cidade-sede foi anunciada em 1 de dezembro de 2017. No entanto, os jogos foram cancelados em 2021 devido à pandemia de COVID-19 em El Salvador, e os direitos de hospedagem foram posteriormente concedidos à Guatemala e  à Costa Rica. Em 2022, os jogos foram cancelados novamente depois que o COI ameaçou suspender o Comitê Olímpico da Guatemala.

## Locais de competição

### Santa Tecla
| Local                                       | Capacidade | Esportes                        |
| ------------------------------------------- | ---------- | ------------------------------- |
| Estadio Nacional Jorge "El Mágico" González | ASD        | Atletismo Tiro                  |
| Arena Tecla (Proyecto)                      | ASD        | Basquetebol Boxe Fisiculturismo |
| Estadio Las Delicias                        | ASD        | ASD ASD                         |
| El Polideportivo de Ciudad Merliot          | ASD        | ASD ASD                         |
| Estadio Saturnino Bengoa                    | ASD        | ASD ASD                         |
| Gimnasio Adolfo Pineda                      | ASD        | ASD ASD                         |
| Ecuestres San Andrés                        | ASD        | ASD ASD                         |
| Cancha de sóftbol Arnoldo Guzmán            | ASD        | ASD ASD                         |